# Ławeczka Bronisława Opałki
Ławeczka Bronisława Opałki – pomnik upamiętniający artystę kabaretowego Bronisława Opałkę, znanego z kreacji postaci Genowefy Pigwy. Pomnik znajduje się w Kielcach pomiędzy ulicami Małą i Dużą.
Wykonawcą rzeźby jest kielecki rzeźbiarz Sławomir Micek.
Pomnik powstał dzięki zbiórce crowdfudingowej zorganizowanej przez jego rodzinę.
Odsłonięcie miało miejsce 25 czerwca 2022 i połączone było ze Świętem Kielc. Uroczystości towarzyszył korowód, w którym brała udział Marszałkowska Orkiestra Dęta. Po odsłonięciu natomiast miał miejsce koncert poświęcony Bronisławowi Opałce, podczas którego wystąpiła m.in. Joanna Litwin.